# Liubomîrivka, Bereznehuvate
Liubomîrivka (în ucraineană Любомирівка) este localitatea de reședință a comunei Liubomîrivka din raionul Bereznehuvate, regiunea Mîkolaiiv, Ucraina.

## Demografie
Componența lingvistică a localității Liubomîrivka
     Ucraineană (93,73%)
     Rusă (2,28%)
     Română (2,28%)
     Alte limbi (0,76%)
Conform recensământului din 2001, majoritatea populației localității Liubomîrivka era vorbitoare de ucraineană (93,73%), existând în minoritate și vorbitori de rusă (2,28%) și română (2,28%).